# Jamais le dimanche
Pour plus de détails, voir Fiche technique et Distribution.
Jamais le dimanche (Ποτέ την Κυριακή, Poté tin Kyriakí) est un film grec réalisé par Jules Dassin, sorti en 1960.
Jamais le dimanche est un hommage parodique à Stella, le film qui révéla Melina Mercouri.

## Synopsis
Homer, touriste américain et « philosophe amateur », passionné par la Grèce ancienne et ses philosophes, arrive en Grèce à la recherche de la Vérité. Dans un bar à rebetiko du Pirée, il croise la route d'Ilya, une prostituée très populaire, libre et indépendante, qui « reçoit » chaque jour de la semaine, sauf le dimanche (ce jour-là est réservé aux amis - d'où le titre du film). Homer, nouveau Pygmalion, décide de faire son éducation et de la remettre dans le droit chemin. Elle délaisse « ses amis », réaménage son intérieur, s'habille plus décemment. Homer l'accompagne à la représentation des tragédies grecques du Festival d'Athènes-Épidaure à l'Odéon d'Hérode Atticus.
Mais Homer finance son projet avec l'argent du principal proxénète du Pirée qui voit en Ilya, travailleuse indépendante, un mauvais exemple. Il veut s'en débarrasser. Lorsque le pot aux roses est découvert, Ilya part avec Tonio, un ouvrier du chantier naval, amoureux d'elle.

## Fiche technique
- Titre : Jamais le dimanche
- Titre original : Ποτέ την Κυριακή
- Réalisation : Jules Dassin
- Scénario : Jules Dassin
- Production : Jules Dassin et Vassily Lambiris
- Musique : Mános Hadjidákis, chanson : Τα παιδιά του Πειραιά (Les Enfants du Pirée)
- Costumes : Theoni V. Aldredge (créditée Deni Vachliotov)
- Photographie : Jacques Natteau
- Montage : Roger Dwyre
- Pays d'origine :  Grèce
- Langue : Grec et anglais
- Format : Noir et blanc - 1,33:1 - Mono - Format 35 mm
- Genre : Comédie
- Durée : 91 minutes
- Dates de sortie : 
  - 25 mai 1960 (France)
  - 1er novembre 1960 (États-Unis)

## Distribution
- Melina Mercouri (VF : elle-même) : Ilya.

Elle interprète la chanson Les Enfants du Pirée.
- Jules Dassin (VF : Marc Cassot) : Homer
- Giórgos Foúndas (VF : Jean-Claude Michel) : Tonio
- Títos Vandís : Jorgo
- Mitsos Liguisos (el) : le capitaine
- Déspo Diamantídou : Despo
- Dimos Starenios (el) (VF : Fred Pasquali) : Poubelle
- Dimítris Papamichaíl : un marin
- Alexis Solomos (el) (VF : Raymond Loyer) : Sans visage
- Níkos Férmas (VF : Henry Djanik) : Serveur
- Thanássis Véngos
- Giannis Fermis (el)
- Aléka Katséli
- George Foras (el)
- Panos Karavousanos
- Stefanos Skopelitis
- Artemis Matsas (el)
- Koula Agagiotou (en)
- Popi Gika
- Faidon Georgitsis (el) : un marin
- Kostas Nikoloudis
- Kostas Doukas (el)
- Christos Zikas
- Tasia Kyriakidou

## Récompenses et nominations

### Récompenses
- Prix d'interprétation féminine du Festival de Cannes pour Melina Mercouri au Festival de Cannes 1960[2]
- Oscar de la meilleure chanson originale pour Les Enfants du Pirée lors de la 33e cérémonie des Oscars
- Samuel Goldwyn International Award pour la Grèce lors de la 18e cérémonie des Golden Globes

### Nominations
- 33e cérémonie des Oscars :
  - Oscar de la meilleure actrice pour Melina Mercouri
  - Oscar du meilleur réalisateur pour Jules Dassin
  - Oscar du meilleur scénario original pour Jules Dassin
  - Oscar de la meilleure création de costumes, catégorie noir et blanc, pour Theoni V. Aldredge
- 14e cérémonie des British Academy Film Awards :
  - British Academy Film Award du meilleur film
  - British Academy Film Award de la meilleure actrice étrangère pour Melina Mercouri